# 小紫耳蜂鸟
小紫耳蜂鸟（学名：Colibri cyanotus）是雨燕目蜂鸟科的一种鸟类。
小紫耳蜂鸟体重约5.9克，翼长约62.5毫米，嘴峰长约23.7毫米，喙宽度约2.2毫米，喙厚度约2毫米，跗蹠长约5.5毫米，尾长约42毫米。小紫耳蜂鸟在其分布区内为留鸟，其栖息在半开放的高大树木组成的森林中，食性为草食性，主要食物来源是植物的花蜜。

## 亚种
- ：分布于哥斯达黎加和巴拿马西部的高原地区。
- ：分布于秘鲁、玻利维亚和阿根廷的极西北部。[4]
- ：分布于哥伦比亚、委内瑞拉和厄瓜多尔的山区。
- ：分布於委內瑞拉東北部